# Bitka kod Bibrakta
Bitka kod Bibrakta, druga velika bitka s početka Galskog rata. Završila je pobjedom rimskih snaga.  

## Uvod
Negdje oko 58. godine prije Krista, pleme Helvećana krenulo je u opću selidbu. Prema Cezarovim Komentarima o galskom ratu, koje suvremena historiografija smatra pristranim izvorom, ista je bila motivirana navodnom ambicijom da postanu najmoćnije pleme Galije. Cezar piše da su tvrdili da veličina njihove zemlje nije dostojna njihove slave i hrabrosti. S tim ciljem zapalili su svoja sela i krenuli u selidbu preko teritorija Rimske republike, jer je taj put bio pogodniji od alternativa. Cezar, koji je od 58. god. pr Kr. bio gubernator Cisalpinske Galije, ih je međutim, uporno odbijao propuštati kroz svoji teritorij spominjajući nasilje koje su ranije pokazivali prema Rimljanima kao opravdanje. Nakon što su Helvećani alternativnim putem stigli do zemlje rimskih saveznika Heduanaca, ondje započinju s paljenjem i pljačkom. Heduanci šalju emisare Cezaru da se žale i traže rimsku intervenciju. Ovi pozitivno odgovaraju, pa Cezar uskoro s vojskom prelazi rijeku Saonu (lat. Arar), te ulazi u zemlju Heduanaca, gdje sa 6 legija poražava dio Helvećana. Nakon propalih pregovora o miru, rimske snage imale su inicijativu, pa su nastavile goniti Helvećane. Ipak, s obzirom na to da je opskrba njegove vojske kontinuirano slabilo, Cezar donosi odluku da skrene do obližnjeg heduanskog središta - Bibrakta, kako bi tamo odmorio vojsku i obnovio logistiku.

## Bitka
Nakon što su Helvećani od nekih robova saznali da su rimske snage prekinule gonjenje, te se povlače prema Bibraktu, sada se oni odlučuju za gonjenje Rimljana. Ideja je bila da im presjeku put prema hrani u Bibraktu zbog čega su počeli napadati začelje rimske vojske. Cezar je doskočio problemu tako da je naredio pješaštvu da se povuče na uzvišeni teren koji su činila okolna brda. Istovremeno je konjicu poslao naprijed da uđe u okršaj s neprijateljskom navalom. Na brdima je naredio pješaštvu da formira trostruki bojni red od četiri stare legije. Ispred njih dao je postaviti dvije nove legije iz cisalpinske Galije zajedno s pomoćnim postrojbama. Naredio je da se čitava logistika smjesti na jednom mjestu, te da to mjesto čuvaju vojnici koji su nalazili u gornjem bojnom redu. Helvećani su gustim bojnim redom suzbili Cezarovu konjicu nakon čega su se u falangi počeli približavati rimskim prvim redovima.
Nakon što se helvećanska falanga dovoljno približila, legionari su s brda na nju bacili svoje pilume (koplja), što je uzrmalo neprijateljsku formaciju. Pilumi su se zabili u galske štitove a vrhovi savinuli, što je štitove učinilo neupotrebljivima. Cezarove snage potom su izvadile mačeve i sjurile se nizbrdo na Helvećane. Ovi su popustili pod naletom i počeli bježati do obližnjeg brda dok su ih Rimljani i dalje gonili. Jednom kad su se domogli brda, a Rimljani krenuli uzbrdo za Helvećanima; Boji i Tulinžani koji su činili odstupnicu helvećanske vojske napali su Rimljane u bok s namjerom da ih okruže. Kad su bježući Helvećani shvatili što se iza njih događa, prestali su bježati te su ponovno okrenuli i navalili na legionare, koji su se sada morali braniti s dvije strane. Prva i druga rimska bojna vrsta stoga se manevrom zaokrenula u zavoj tukući se s potisnutim Helvećanima, dok se treća tukla s ovima koji su nadolazili.
Nakon što je boj u ovakvom rasporedu dugo trajao, povlačeći Helvećani ipak su bili potisnuti nazad na svoje brdo. Odatle su stali gađati raznim oruđima Rimaljne koji su se uspinjali prema njima. Nakon što je bitka trajala još neko vrijeme, rimske su snage zarobile protivničku logistiku i tabor. Veliki broj Helvećana stao se povlačiti prema teritoriju Lingonaca a Rimljani nisu mogli krenuti za njima, prema Cezaru, zato što su morali pokopati svoje mrtve i sanirati ranjenike.

## Epilog
Nakon bitke, Cezar je poslao Lingoncima pismenu poruku u kojoj je zahtijevao da Helvećane ne pomažu žitom ni ničim drugim. U suprotnom i njih će smatrati neprijateljima. Tri dana kasnije Cezar je krenuo za njima. Helvećani su ubrzo poslali izaslanike sa željom da sklope mir. On im je, pak, naredio da ga čekaju na izvjesnom mjestu a kada je ondje stigao, tražio je od njih da polože oružja, predaju taoce i robove koji su od njega pobjegli.Ovi su od straha tijekom noći pobjegli prema zemljama Germana, zbog čega je Cezar naredio domorocima zemalja kroz koje su prošli da ih vrate nazad njemu. Nakon predaje primio ih je kao neprijatelje, a predaju je priznao nakon što su predani svi taoci i položena sva oružja.